# پترزبورگ (رمان)
«پترزبورگ» یا «پطرزبورگ» (انگلیسی: Petersburg) یک کتاب از نوع رمان است. داستان پطرزبورگ در دوره‌ی کوتاه اما پرفراز و نشیبی در سال ۱۹۰۵ میلادی و در پایتخت روسیه، سن پطرزبورگ، شکل می‌گیرد. رمان پطرزبورگ نمایی است از تصاویر و احساسات؛ پنجره‌ای است در غرب و رو به شرق؛ نمادی است از ابهام و تناقض شخصیت‌های روسی داستان. در این رمان تاریخ، فرهنگ و سیاست در کنار هم قرارگرفته و درهم آمیخته‌اند. پطرزبورگ تلاشی است برای کشف هویت یک شهر و درنهایت پی بردن به هویت یک کشور و در آن هم گزارش‌های هواشناسی، اخبار روز، اخبار دنیای مد و فن و نیز مسائل روان‌شناختی را می‌توان یافت.

## نوشتن شدن پترزبورگ توسط بلی
نکته‌ی حائز اهمیت درباره‌ی این رمان آن است که دو نسخه از آن وجود دارد؛ نسخه‌ی اصلی که در سال ۱۹۱۶ انتشار یافت و نسخه‌ی دیگری که در سال ۱۹۲۲ روانه‌ی بازار شد. نسخه‌ی دوم این رمان به‌طورجدی توسط نویسنده ویرایش شد و بخش‌های قابل‌توجهی از آن حذف گردید تا مطالعه‌اش برای خواننده راحت گردد. آندی بیه‌لی بخش زیادی از قسمت‌های تجربی کتاب را حذف نمود و در عوض ساختارهای واضح‌تر را به متن افزود. نسخه‌ی کوتاه‌تر کتاب چیزی حدود ۳۸۰ صفحه طول دارد و نسخه‌ی طولانی‌تر آن ۵۷۰ صفحه است. به همین دلیل مطالعه‌ی نسخه‌ی اصلی رمان پترزبورگ بیشتر توصیه می‌شود.

## دورنمایه این رمان پترزبورگ
گرچه رمان با لحنی کلاسیک و هزل گونه آغاز می‌شود، داستان خانواده‌ی آلبئوخوف در سال ۱۹۰۵ در شهر سنت پترزبورگ به‌مرور تغییر می‌کند و با دست گذاشتن بر تناقض‌ها دمدمی‌مزاجی‌های شخصیت‌ها تبدیل به داستانی می‌شود که هدف اصلی‌اش کاویدن روان انسان‌هاست. اتفاقات دنیای حقیقی و بیرون از کتاب به‌تدریج در غباری از سردرگمی و غوغای درونی شخصیت‌های داستان، محو می‌شود. شاید کمی درگیر شدن با داستان برای خواننده دشوار باشد و مطالعه‌اش زمان زیادی طلب کند. دلیل، آن است که نباید در جستجوی ساختاری منسجم باشیم و سعی کنیم اتفاقت داستان را در ذهن خود به یکدیگر پیوند دهیم؛ تنها در این صورت است که متوجه استعداد و هنر نویسنده می‌شویم و آن را تحسین می‌کنیم.
آندره بلی در این اثر خود به شرح تمام تغییرات، درگیری‌ها و آشوب‌هایی می‌پردازد که زندگی خانواده‌ی آلبئوخوف را دستخوش تغییر می‌سازد و شاید به همین دلیل است که نویسنده‌ی نامی روس، ولادیمیر ناباکوف، این اثر او را یکی از چهار اثر برتر قرن بیستم در مکتب مدرنیسم می‌داند.پطرزبورگ رمانی است سرشار از لذت؛ رمانی است غزل گونه و اثری است در گرامیداشت تمام موضوعات شگفت‌آور و حتی تکراری ادبیات روسیه. باورنکردنی است! لازم است تکرار کنم که ناباکوف این اثر را یکی از چهار اثر برتر قرن بیستم می‌داند!.